# Copmanhurst
Copmanhurst – miasto w Australii, w stanie Nowa Południowa Walia.